# 皮尔庞特 (南达科他州)
皮尔庞特（英語：Pierpont），是美国南达科他州下属的一座城市。根据2010年美国人口普查，该市有人口136人。论人口在本州排行第207。